# 達增拓也
達增拓也（日语：たっそ たくや，1964年6月10日—）是日本的外務省官僚、政治人物，岩手縣知事（第7位）。他亦是復興廳復興推進委員会委員。外交部出身，曾任眾議院議員（4期）。

## 概述

### 早期的生活
岩手縣盛岡出生。出生地是角屋。

### 從政
1983年3月岩手縣立盛岡第一高等学校畢業。1988年3月，東京大學法學部畢業。同年4月加入外務省。1991年3月，約翰霍普金斯大學國際高級研究學院（SAIS）完成。曾任日本駐美國大使館書記官、駐新加坡大使館二等書記官、外交部經濟事務中工業化國家峰會準備秘書處工作，外交部聯合國局科技工作，外事部[外交部部長秘書處]通過，如事務]司副主任，後來辭職。1996年代表新進黨參加眾議院選舉成功當選。此後3屆選舉成功連任。

## 外部連結
- 互聯網知事室 （页面存档备份，存于） - 岩手縣的網站
- 民主黨岩手縣立章 （页面存档备份，存于）
- 達増拓也 （页面存档备份，存于） 的Twitter